# Die weiße Sklavin, 1. Teil: Zwei Eide
Die weiße Sklavin. 1. Zwei Eide ist der Titel des ersten Teils eines zweiteiligen stummen Kriminaldramas, das Arthur Teuber 1921 für die UnGo-Film Unger & Gottschalk in Berlin nach einem Drehbuch von Johannes Brandt realisierte.

## Handlung
Der Film möchte anhand von zwei Fallbeispielen vor den Gefahren des organisierten Mädchenhandels warnen.

## Hintergrund
Der Film war eine Produktion der Ungo-Film Unger & Gottschalk Berlin, die auch den Erstverleih übernahm. Die Filmbauten errichtete Ernst Sachs. Die Photographie besorgte Willy Großstück. Der Film lag der Reichsfilmzensur am 11. August 1921 vor und wurde unter der Nummer B.03973 nur unter Jugendverbot freigegeben.
Die Uraufführung fand am 21. Oktober 1921 in Berlin in dem Großkino Schauburg statt. Hier leitete Hermann Worch (1882–1964) als Hauskapellmeister das Kino-Orchester.
Eine Hauptrolle hatte darin die als Elli Giese in Berlin geborene Schauspielerin Evi Eva.
Der Film griff, einschließlich seines Titels, die 1910 durch den dänischen Film „Die weiße Sklavin“ von August Blom auf die Kinoleinwand gebrachte heikle Thematik des Mädchenhandels erneut auf, da sie noch immer aktuell schien und Zuschauer in die Kinos lockte. Das sollte sie noch bis in die Tonfilmzeit hinein tun.

## Rezeption
Der Prager Schriftsteller Franz Kafka „war ein begeisterter Kinogänger. Er sah auch den Film Die weiße Sklavin im Kino - den ersten längeren Spielfilm der Kinohistorie.“ Der Film Die weiße Sklavin taucht immer wieder in Briefen und Notizen Kafkas auf. Kafka zeigte sich fasziniert von dem damals neuen Medium.
Noch 1957 ließ ein Titel wie Liane, die weiße Sklavin in Westdeutschland die Leute in die Lichtspielhäuser strömen. In der deutsch-italienischen Coproduktion wurde die Darstellerin Marion Michael „als nackte Urwaldschönheit für einen weiteren dümmlichen Abenteuerfilm ausgebeutet“.